# Muta subacquea

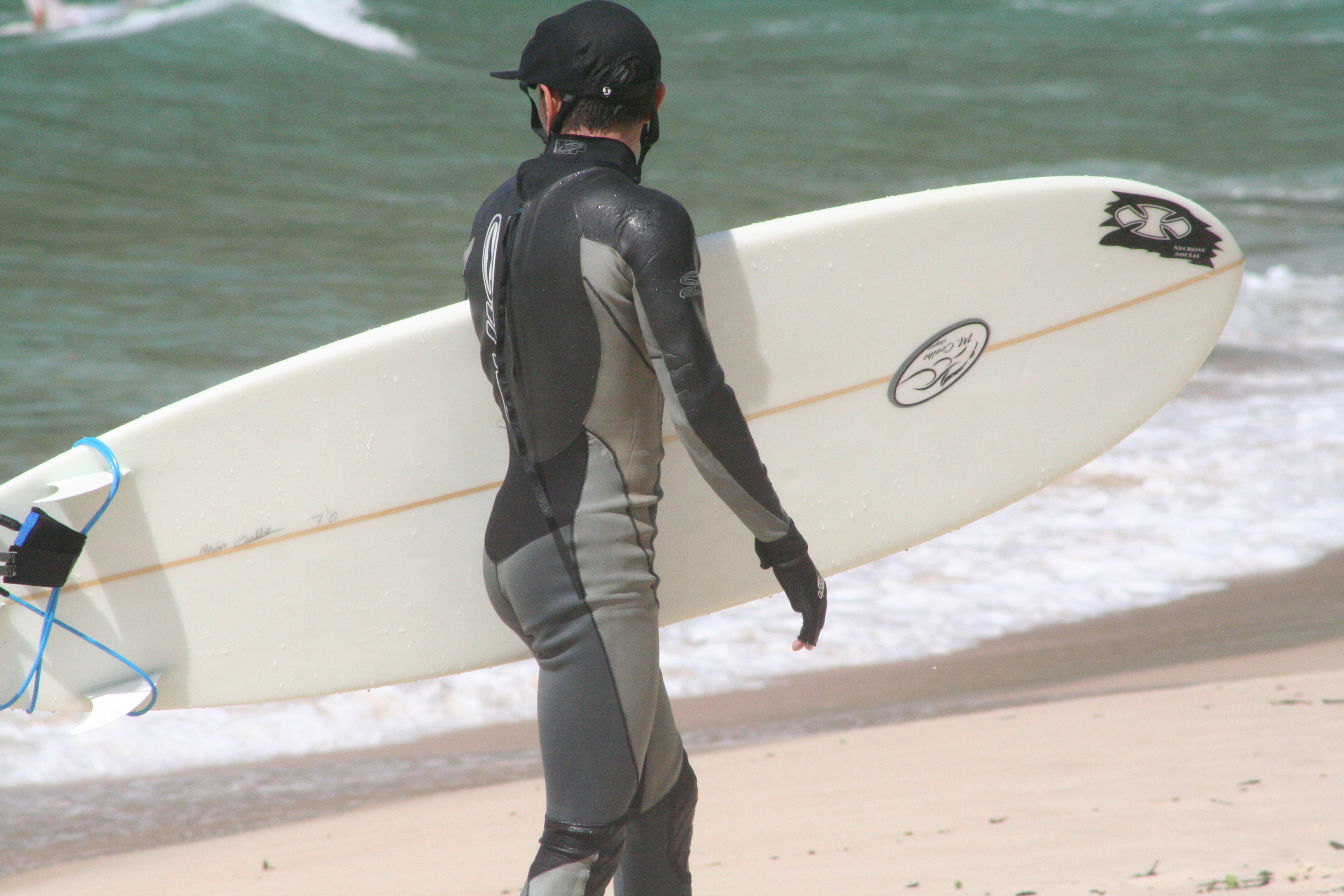
Surfista che indossa una muta umida.

Una muta subacquea è un indumento impermeabile e termoisolante necessario nelle immersioni subacquee per resistere al freddo: diversamente da quanto accade nell'aria, un essere umano immerso in acqua perde calore molto rapidamente anche in acque non molto fredde, e non è in grado di riscaldarsi da solo. Muoversi nell'acqua per riscaldarsi con il calore generato dal lavoro dei muscoli, infatti, porta solo a disperdere più calore di quello prodotto per via della grande capacità termica dell'acqua, che sottrae calore in misura molto superiore di quanto non faccia l'aria (lo scambio termico in acqua è circa 25 volte superiore che in aria).
Poiché una generica immersione dura da un quarto d'ora ad alcune ore, salvo casi particolari un subacqueo, un apneista o chiunque debba restare in acqua per periodi prolungati non può fare a meno di una muta di qualche tipo, pena l'ipotermia o comunque un'esperienza tutt'altro che piacevole.
Esistono molti tipi diversi di muta, a seconda soprattutto di quale temperatura dell'acqua si prevede di incontrare.

## Muta umida

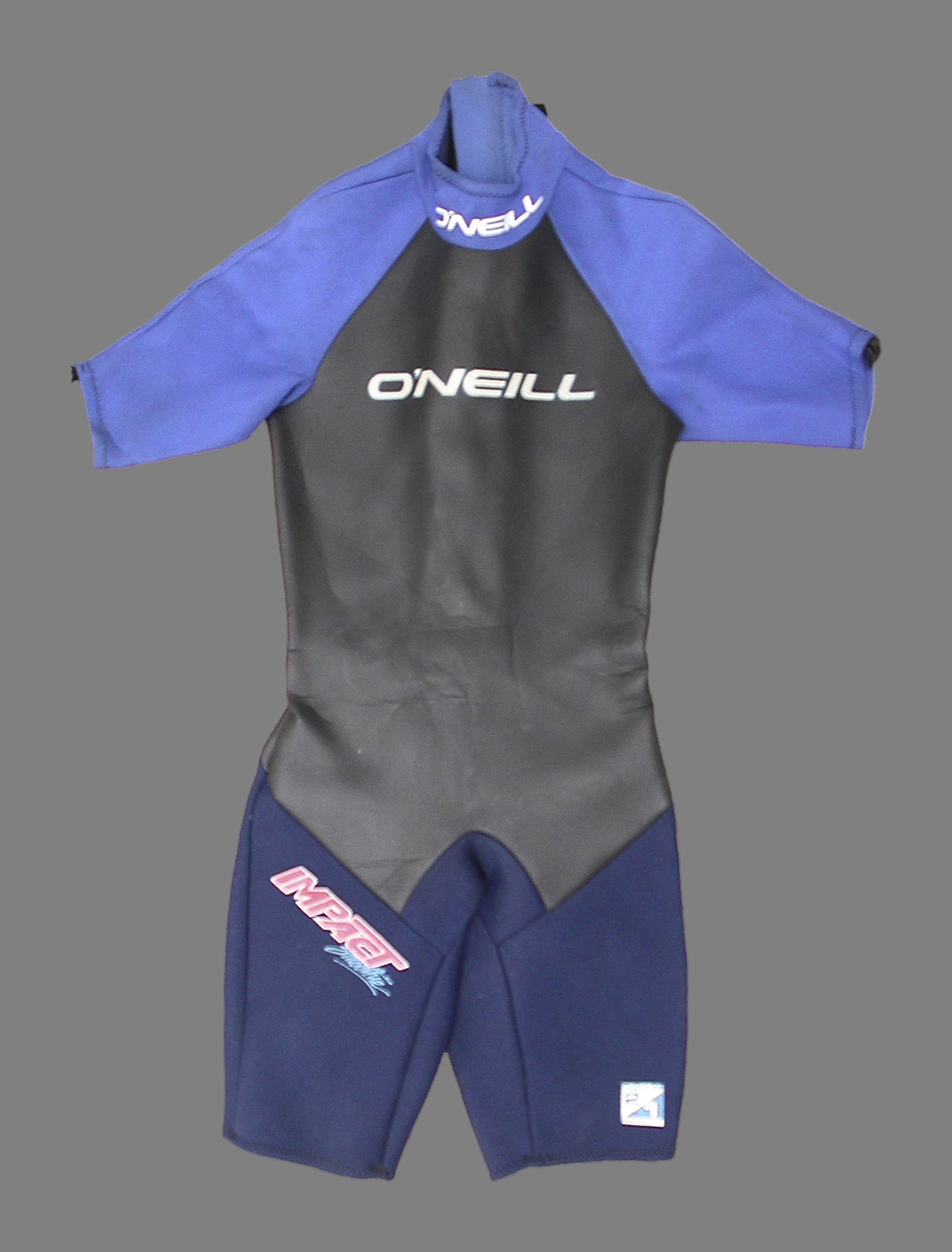
Una muta umida shorty.

La muta umida utilizzata per l'apnea e la pesca in apnea è realizzata in neoprene, materiale semi-impermeabile, ma l'acqua circolerà comunque dalle estremità: in particolare più la muta è aderente al corpo del sub meglio svolgerà la sua funzione di isolante termico, riducendo il ricircolo tra l'ambiente esterno e il sottile strato di acqua che si mantiene tra la muta e la pelle del sub.
La muta umida ha comunque un ricircolo continuo d'acqua al suo interno.

## Muta semistagna
La muta semistagna, al contrario di quella umida, mantiene uno strato d'acqua tra il corpo e la muta stessa, consentendo il ricambio con l'ambiente esterno solo su specifico intervento del subacqueo. Questo strato di acqua, scaldandosi al contatto con il corpo, mantiene una temperatura più calda rispetto a quella dell'acqua esterna, favorendo così la resistenza al freddo.

## Muta stagna

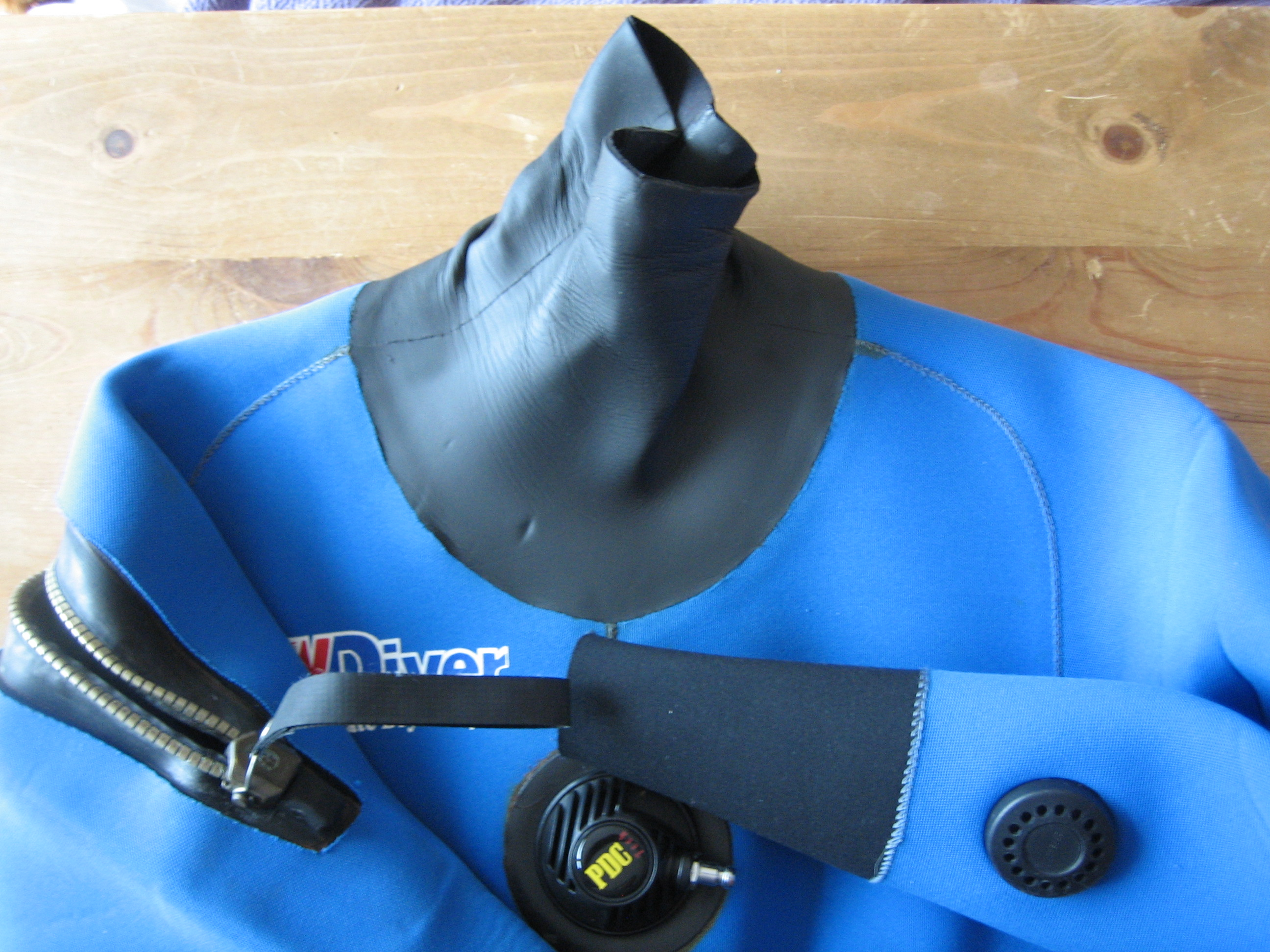
Una muta subacquea stagna.

La muta stagna è un particolare tipo di muta che permette al subacqueo di rimanere asciutto, grazie alla tenuta stagna dei polsini e del collare. I materiali utilizzati per la sua realizzazione sono il trilaminato, il neoprene compresso, la gomma vulcanizzata.
Le mute in neoprene forniscono una protezione termica maggiore anche se sono più ingombranti e meno confortevoli da indossare e togliere. Normalmente la cerniera di chiusura è posteriore, posizionata sulle spalle. 
Le mute in trilaminato sono molto leggere ed è molto facile indossarle e toglierle anche da soli. Il nome deriva dal fatto che sono composte da tre strati di materiali differenti sovrapposti fra loro. La cerniera di chiusura è normalmente posta davanti, trasversalmente sul busto e può quindi essere aperta o chiusa senza l'aiuto di altri.
Le mute in gomma vulcanizzata sono normalmente impiegati dai professionisti che devono lavorare immersi in acque con contaminanti chimici / inquinanti. 
La protezione termica è data in gran parte dagli indumenti indossati sotto di essa, solitamente di pile, tessuti tecnici come "thinsulate" o cotone, chiamati sottomuta o "orsetti". A seconda della temperatura dell'acqua si usano sottomuta con una protezione termica più o meno elevata.
È considerata un'attrezzatura tecnica e può risultare più difficile da gestire, necessitando di essere compensata per evitare che collassi aumentando la profondità, o che aumentando di volume alla diminuzione della pressione porti a una risalita troppo veloce e quindi rischiosa per il sommozzatore. A questo scopo sono presenti due valvole: una di carico, posta normalmente sul busto e una di sovrapressione e scarico posta normalmente sul braccio sinistro, vicino alla spalla.

## Idrocostume

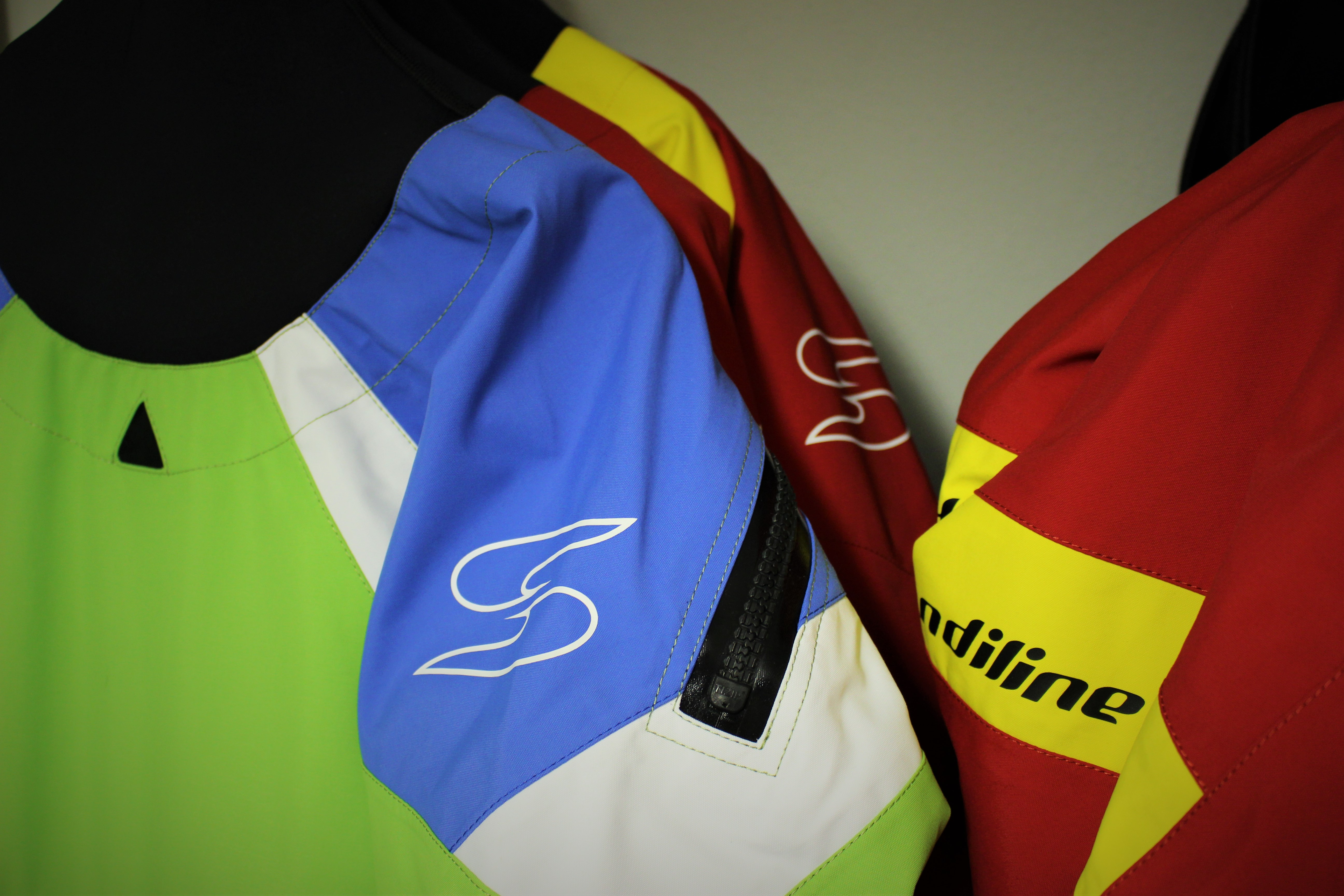
Idrocostume

L'idrocostume è un indumento creato per operare in ambiente acquatico. Si differenzia dalla classica muta umida dal fatto che isola al 100% dai liquidi esterni garantendo anche maggior igiene in caso di acque contaminate. Questo tipo di indumento viene usato dai gruppi di soccorso fluviale come vigili del fuoco e protezione civile, più precisamente per intervenire in scenari alluvionali o simili.